# Fællestegnestuen
Fællestegnestuen var en dansk arkitektvirksomhed 1961-1988 bestående af bl.a. Viggo Møller-Jensen, Tyge Arnfred og Jørn Ole Sørensen. Den er særligt berømmet for kollektivbebyggelsen Solbjerg Have på Frederiksberg.

## Værker
- Albertslund Syd, tæt-lav boligbebyggelse, studenterkollegier, rådhus m.m. (1960'erne)
- Farum Midtpunkt, etageboliger (1974)
- Flexibo, rækkehuse på Amager (1976)
- Solbjerg Have, Finsensvej/Solbjerg Have 2-32, 5-23/Lauritz Sørensens Vej 25-127, Frederiksberg, etageboliger, ældreboliger, plejecenter, børneinstitutioner (1980)
- Sibeliusparken, boligbebyggelse, Rødovre (1986)